# Sayyid Adschall Schams ad-Din Umar
Sayyid Adschall Schams ad-Din Umar al-Buchari (arabisch سيد أجل شمس الدين عمر البخاري, DMG Saiyid Aǧall Šams ad-Dīn ʿUmar al-Buḫārī; chinesisch 赛典赤·赡思丁; Pinyin: Sàidiǎnchì Zhānsīdīng; * um 1210 in Buchara; † 1279) war ein namhafter Beamter der Yuan-Dynastie und der erste Statthalter Chinas in der Provinz Yunnan. Auf ihn und seinen Anhang geht zudem die Einführung des Islams in dieser Provinz zurück.

## Aufstieg
Er stammte ursprünglich aus Buchara und wird daher auch mit dem Namenszusatz al-Buchari bedacht. Der Titel Sayyid (al-)Adschall deutet auf eine Abstammung von der Familie des Propheten hin. Als Knabe erlebte er die Eroberung durch die Mongolen und diente später den Khanen in verschiedenen Ämtern. Anfang der 50er Jahre gehörte er z. B. zum Stab von Machmud Jalatwatsch († 1254), der damals Statthalter von Nordchina und einer der wichtigsten Beamten des Reiches war. Anfang der 60er Jahre hatte er in der Zentralregierung mehrere Spitzenpositionen gleichzeitig bzw. auch kurz nacheinander inne. So war er zuständig für den Ackerbau und die politischen Affären, dann die Papiergeldemission, die öffentlichen  Arbeiten, die Verwaltung von Shaanxi und Sichuan einschließlich der dortigen militärischen Operationen. Der persische Geschichtsschreiber Raschid ed Din beschreibt seine Verwaltungsaffären als absolut tadellos (zirka 1303).

## Statthalter Yunnans
1273 wurde er Statthalter der angesichts ihrer strategischen Lage und Goldvorkommen für den Yüan-Hof bedeutsamen Provinz Yunnan und blieb es bis zu seinem Tod. Die Provinz wurde mit seiner Ernennung faktisch an China angegliedert und ist es bis heute.
Als Statthalter Yunnans bemühte er sich um ein gutes Verhältnis zu den ansässigen Bevölkerungsgruppen, um Stabilität und Integration, wodurch die Einheimischen von den Vorteilen der Zugehörigkeit zu China überzeugt werden sollten. Sayyid Adschall musste die Verwaltung Yunnans funktionell neu aufbauen, Bevölkerungszählung, Postwesen und Steuereintreibung organisieren. Er veranlasste den Bau der ersten beiden Moscheen in dieser Provinz, aber auch den Bau von konfuzianischen, buddhistischen, daoistischen Tempeln einschließlich konfuzianischer Schulen, dazu Bewässerungsarbeiten um Kunming. Und er ermutigte auch den Handel und die Übernahme kultureller Vorstellungen aus China (z. B. bei Heirat, Begräbnis). Schließlich ließ er sich eigene Truppen unterstellen, um nicht von den Launen plünderungswütiger Prinzen abhängig zu sein und so die Bevölkerung zu schonen.

## Erbe
Obwohl Sayyid Adschall allenfalls indirekt Islamisierungspolitik betrieb, markiert sein Erscheinen und das seines Stabes doch auch die erfolgreiche Einführung des Islams in dieser Region (vgl. auch Hui-Chinesen). Seine Söhne Nasr ed Din und Husain folgten ihm in der Verwaltung der Provinz Yunnan nach und setzten sein Werk fort. In der Folgezeit hatte seine Familie weniger Glück, aber der berühmte Seefahrer Zheng He war sein Ur-Ur-Urenkel und stammte aus Yunnan.